# Benincasa da Montepulciano
Benincasa da Montepulciano (Montepulciano, 1375 – Monticchiello, 9 maggio 1426) è stato un religioso italiano, frate servita e poi eremita nello speco del Monte Amiata; fu beatificato, per equipollenza, da papa Pio VIII nel 1829.

## Biografia
Benincasa, noto anche come Giovanni Benincasa o come beato Benincasa da Montepulciano, adolescente entrò nell'Ordine dei Servi di Maria e a 25 anni si ritirò in eremitaggio sul Monte Amiata. Qui trascorse gran parte della sua vita, in una celletta su una rupe  presso i Bagni di San Filippo.
Viveva nutrendosi di un po' di cibo portato dai suoi visitatori, a cui praticava esorcismi e guarigioni con l'acqua da lui benedetta e regalava oggetti da lui realizzati.
Alla soglia dei 50 anni, si spostò in un luogo ancora più ritirato presso Monticchiello, dove di li a poco morì. Secondo gli Annali in quel momento tutte le campane dei paesi vicini si misero a suonare da sole e sulla  grotta in cui viveva si vide splendere un inusitato chiarore.